# ドラマトリップ
『ドラマトリップ』は、CBCテレビで2025年8月1日（7月31日深夜）から毎週金曜日の0時58分 - 1時32分（木曜深夜）に放送している深夜ドラマ枠の冠タイトル。

## 概要
2025年6月26日に、CBCテレビが本枠を設置することを発表した。

## 放送作品

### 2025年
- もしも世界に「レンアイ」がなかったら（8月1日 - 9月5日）

原作：ヤチナツ
主演：島崎遥香